# 大隅芳雄
大隅 芳雄（おおすみ よしお、1905年（明治38年）1月24日 - 1987年（昭和62年）6月7日）は、日本の鉱山学者。九州大学名誉教授。岳父は日本史学者で九州大学名誉教授の長沼賢海。長男は日本史学者で東京女子大学名誉教授の大隅和雄、二男は生物学者でノーベル賞受賞者の大隅良典。孫は歴史学者の大隅清陽。

## 人物
1905年、広島県広島市生まれ。旧制広島高師附属中学、旧制山口高等学校を経て、1929年に東京帝国大学工学部鉱山学科を卒業。
大学卒業後は九州帝国大学講師に採用。助教授を経て、1943年に教授昇進。1961年より工学部長を務めた。

## その他
趣味は刀剣。宗教は真宗。

## 家族・親族
九州帝国大学に勤務し、福岡県福岡市大字香椎に居住していた。
大隅家
- 妻・シナ子（1910年 - ?）[2][4]
- 長男・和雄（1932年 - ）[2]
- 二男・良典（1945年 - ）[2]
- 長女、二女[2]

親戚
- 岳父・長沼賢海（日本史学者）[2][4]